# فنسو (آيت حدو يوسف)
فنسو هو دُوَّار يقع بجماعة آيت حدو يوسف، إقليم شيشاوة، جهة مراكش آسفي في المملكة المغربية. ينتمي الدوّار لمشيخة آيت حدو يوسف التي تضم 15 دوار. يقدر عدد سكانه بـ 653 نسمة حسب الإحصاء الرسمي للسكان والسكنى لسنة 2004.

## روابط خارجية
- البوابة الوطنية للجماعات الترابية نسخة محفوظة 12 مارس 2018 على موقع واي باك مشين.
- المندوبية السامية للتخطيط